# Ula högen

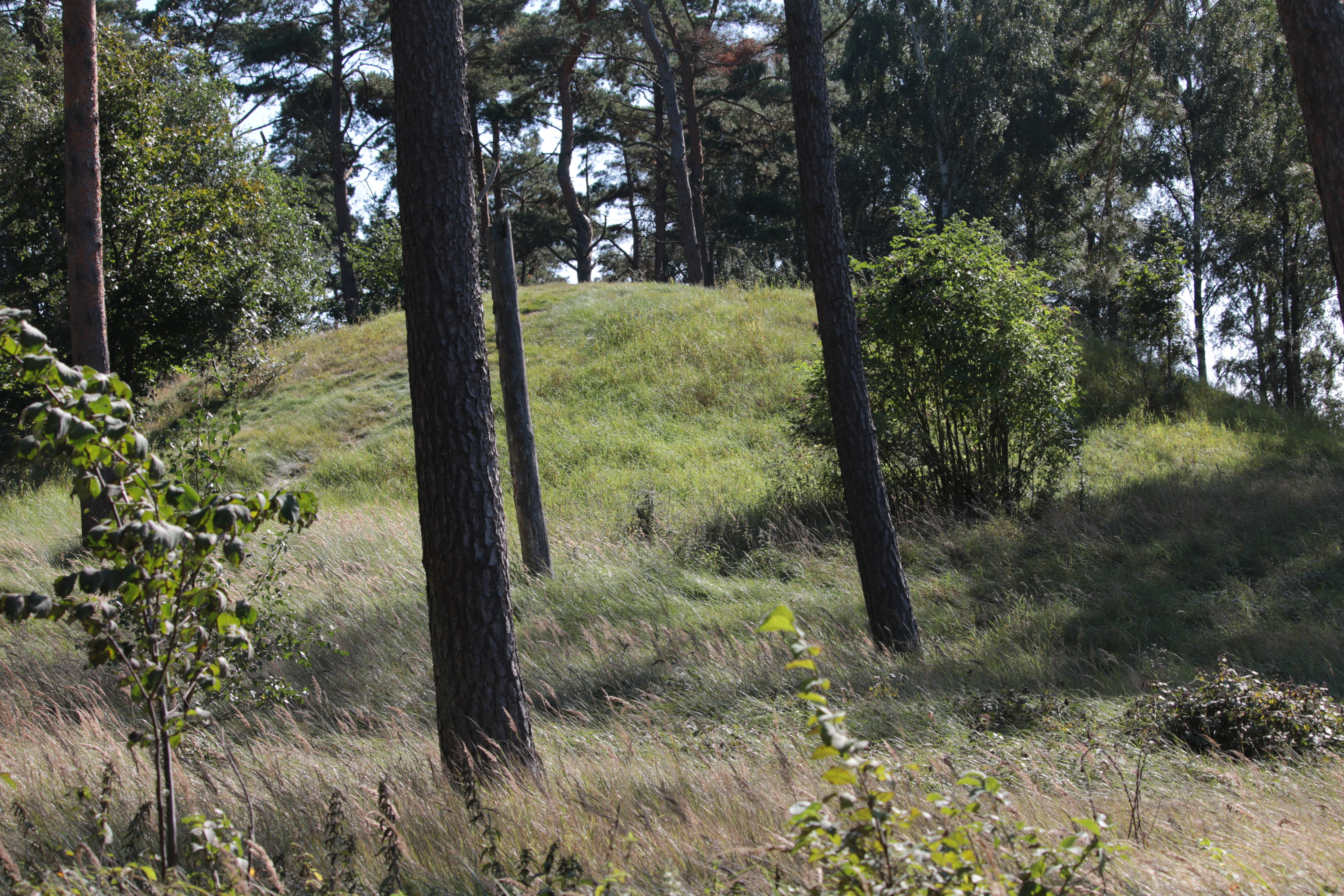
Ula högen

Der Grabhügel Ula högen (RAÄ-Nr. Löddeköpinge 2:1) liegt am Löddesborgsvägen nahe der Bucht Salviken, südwestlich von Löddeköpinge in Schonen in Schweden. 
Der 2,5–3,0 m hohe Hügel hat etwa 25,0 m Durchmesser. Im Südostteil des Hügels ist ein etwa 3,0–4,0 m breiter Sektor ausgegraben. Im Hügel befinden sich vier bis fünf Gruben von 1,0–3,0 m Durchmesser und 0,2–0,4 m Tiefe. Im Südwesten liegt ein etwa 100 m langer, 2,0–3,0 m breiter etwa 0,5 m hoher Wall. Der Name Ula högen ist auf älteren Karten nicht verzeichnet. 1931 beschreibt Ingers einen Ulva hög in Saltviksskogen in Löddesborg.
In der Nähe liegen die Vikhögarna von Löddeköpinge.